# Elisa Battistoni
Elisa Battistoni (Osimo, 24 maggio 1997) è una calciatrice italiana, centrocampista della L.F. Jesina.

## Carriera

### Club
Nata a Osimo, in provincia di Ancona, nel 1997, ha iniziato a giocare a calcio con l'E.D.P. Jesina, debuttando in prima squadra ad ancora 15 anni, il 3 febbraio 2013, entrando al 70' della 15ª giornata di Serie A2, persa per 2-0 sul campo del San Zaccaria.
Il 5 ottobre 2014 ha segnato il suo primo gol in carriera, alla 1ª del campionato nel frattempo diventato Serie B, realizzando il gol della bandiera che ha fissato il risultato sul 4-1 nella trasferta contro il Vittorio Veneto.
Vincitrice del girone B della Serie B 2015-2016, è stata promossa in massima serie, esordendovi il 1º ottobre 2016, entrando al 17' della sconfitta interna per 3-1 con l'AGSM Verona al 1º turno di campionato.
Arrivata 12ª, è retrocessa in Serie B, scendendo poi anche in Serie C con l'8º posto della stagione successiva (retrocedevano tutte le squadre dalla 4ª posizione in giù).

## Statistiche

### Presenze e reti nei club
Statistiche aggiornate al 1º settembre 2019.
| Stagione             | Squadra              | Campionato           | Campionato | Campionato | Coppe nazionali | Coppe nazionali | Coppe nazionali | Coppe continentali | Coppe continentali | Coppe continentali | Altre coppe | Altre coppe | Altre coppe | Totale | Totale |
| Stagione             | Squadra              | Comp                 | Pres       | Reti       | Comp            | Pres            | Reti            | Comp               | Pres               | Reti               | Comp        | Pres        | Reti        | Pres   | Reti   |
| -------------------- | -------------------- | -------------------- | ---------- | ---------- | --------------- | --------------- | --------------- | ------------------ | ------------------ | ------------------ | ----------- | ----------- | ----------- | ------ | ------ |
| 2012-2013            | E.D.P. Jesina        | A2                   | 3          | 0          | CI              | ?               | ?               | -                  | -                  | -                  | -           | -           | -           | 3      | 0      |
| 2013-2014            | E.D.P. Jesina        | B                    | 20         | 0          | CI              | ?               | ?               | -                  | -                  | -                  | -           | -           | -           | 20     | 0      |
| 2014-2015            | E.D.P. Jesina        | B                    | 20         | 1          | CI              | 2               | 0               | -                  | -                  | -                  | -           | -           | -           | 22     | 1      |
| 2015-2016            | E.D.P. Jesina        | B                    | 20         | 2          | CI              | 1               | 1               | -                  | -                  | -                  | -           | -           | -           | 21     | 3      |
| 2016-2017            | E.D.P. Jesina        | A                    | 14         | 0          | CI              | 2               | 0               | -                  | -                  | -                  | -           | -           | -           | 16     | 0      |
| Totale E.D.P. Jesina | Totale E.D.P. Jesina | Totale E.D.P. Jesina | 77         | 3          | -               | 5+              | 1+              | -                  | -                  | -                  | -           | -           | -           | 82     | 4      |
| 2017-2018            | L.F. Jesina          | B                    | 25         | 0          | CI              | 2               | 0               | -                  | -                  | -                  | -           | -           | -           | 27     | 0      |
| 2018-2019            | L.F. Jesina          | C                    | 20         | 0          | CI-C            | ?               | ?               | -                  | -                  | -                  | -           | -           | -           | 20     | 0      |
| 2019-2020            | L.F. Jesina          | C                    | 0          | 0          | CI-C            | ?               | ?               | -                  | -                  | -                  | -           | -           | -           | 0      | 0      |
| Totale Jesina        | Totale Jesina        | Totale Jesina        | 45         | 0          | -               | 2+              | 0+              | -                  | -                  | -                  | -           | -           | -           | 47     | 0      |
| Totale carriera      | Totale carriera      | Totale carriera      | 122        | 3          | -               | 7+              | 1+              | -                  | -                  | -                  | -           | -           | -           | 129    | 4      |

## Palmarès

### Club

#### Competizioni nazionali
- Campionato italiano di Serie B:

E.D.P. Jesina: 2015-2016 (girone B)